# Lynn Road
Lynn Road – stadion w dzielnicy Newbury Park w Ilford w Londynie. Od 1904 do 1977 siedziba Ilford FC. Podczas Letnich Igrzysk Olimpijskich w 1948 roku rozgrywano na nim mecze pierwszej rundy oraz ćwierćfinały. 

## Historia
Stadion został zbudowany w 1904 roku. Pierwszy mecz na nowym boisku rozegrano z Clapton F.C. we wrześniu tego samego roku, a w listopadzie otwarto nową trybunę na 400 miejsc po południowej stronie boiska. W 1922 zbudowano kolejną trybunę (która stała się znana jako Zegarowa) po północnej stronie boiska; była zdolna pomieścić 600 osób. Naświetlacze zostały zainstalowane w 1962 roku. W 1977 stadion zamknięto.
Rekord frekwencji wynoszący 17 000 osób został ustanowiony na meczu English Schools Trophy pomiędzy Ilford a Swansea w maju 1952 r.  W tym czasie stadion mógł pomieścić 18 000 osób.

## Mecze olimpijskie
| Data            | Godzina | Drużyna #1 | Wynik | Drużyna #2 | Runda    | Publiczność |
| --------------- | ------- | ---------- | ----- | ---------- | -------- | ----------- |
| 31 lipca 1948   | 18:30   | Francja    | 2:1   | Indie      | Pierwsza | 17,000      |
| 5 sierpnia 1948 | 18:30   | Jugosławia | 3:1   | Turcja     | Druga    | 8,000       |